# Spitzkunnersdorfer Bach
Der Spitzkunnersdorfer Bach oder auch Spitzkunnersdorfer Wasser ist ein knapp sechs Kilometer langer Bach, der durch das Dorf Spitzkunnersdorf fließend in Oderwitz in das Landwasser mündet. Seine Quelle befindet sich nördlich von Spitzkunnersdorf nahe dem Schwarzen Stein am Forstenberg und Großen Stein. Beim Kreischerhof in Oderwitz vereint sich der Bach mit dem Spitzberggraben. In seinem Lauf durchquerte er in früheren Zeiten mehrere Teiche, von denen heute nur noch zwei existieren und zur Fischzucht genutzt werden.